# Arras-sur-Rhône
Arras-sur-Rhône település Franciaországban, Ardèche megyében. Lakosainak száma 535 fő (2022. január 1.). Arras-sur-Rhône Eclassan, Ozon, Sécheras, Vion és Serves-sur-Rhône községekkel határos.

## Népesség
A település népességének változása:
| Lakosok száma | 401  | 315  | 351  | 471  | 519  | 510  | 520  | 535  | 528  | 535  |
|               | 1968 | 1982 | 1990 | 2006 | 2013 | 2015 | 2017 | 2019 | 2020 | 2022 |